# Aphélandra
«Aphélandra» (Афеландра) — французький рок-гурт напрямку симфонічний прогресивний рок.  Гурт, який записав у 1976 році один альбом, але не побачив його у продажу через сміхотворно низьку цінову пропозицію від їх звукозаписної компанії в той час; альбом був виданий лише 25 років потому. За винятком запрошених музикантів, відомого скрипаля Didier Lockwood та клавішника Cyrille Verdeaux учасники гурту давно вже покинули музичну індустрію. Їх однойменний альбом (афеландра є назвою квітки) за стилем — класичний симфонічний прогресивний рок 70-х років, в якому довгі інструментальні пасажі змінюються мелодраматичним вокалом французькою мовою.

## Альбом Aphélandra, 2001 (записаний 1976)
Особливої увагу заслуговує майже вісімнадцітихвилинна п'єса «Airs», яка відкриває альбом. «Airs» відкривається звуками поривів вітру, які потім переходять в хмару хорового, барабанного і фортепіанних руху. Зміни настрою між легковажним, стривоженим і сумовитим, зміни темпу між середнім та повільним, красиві фортепіанні партії, гарно поставлені барабанні дрібушки, красивий супровід флейти та скрипки — словом тут є все, що потрібно справжньої симфо-прог-рокової музики. Наступні композиції здаються експериментальними прогулянками різними роковими стилям. «Belladonne» має суттєву джазову примішку, «Pat» показує готичний церковний орган, який потім переходить у дивний авангард, «Aphélandra» починається органною симфо-роковою музикою, яка потім переходить у фанк грув, але завершується знову симфонічним роком. «Corinthe» — ще одна композиція, забарвлена готичними тонами, загадковий вокал, присутній у першій композиції повертається, але звучить значно драматичніше.

### Композиції
1 — Airs 17'58 

2 — Belladonne 4'52 

3 — Pat 5'25 

4 — Aphélandra 3'34 

5 — Corinthe 2'50
Загальний час звучання 34:43

### Музиканти
— Philippe Grancher / фортепіано, орган, електричне піаніно, мелотрон, клавінет, синтезатор 

— Pierre Videcoq / вокал, флейта, тенор-саксофон 

— Gérard Perret / електрогітара 

— Philippe Herbin / бас-гітара 

— Dominique Iroz / барабани, перкусія 

— Clément Duventru / барабани

### Запрошені музиканти
— Didier Lockwood / скрипка 

— Cyrille Verdeaux / фортепіано, синтезатор